# In This Moment
In This Moment es una banda de metalcore estadounidense formada en el 2005 originaria de North Hollywood (aglomeración urbana de Los Ángeles, California).
Su primer álbum Beautiful Tragedy fue lanzado el 20 de marzo de 2007 bajo Century Media Records.
En 2008 publicaron The Dream que debutó en el número 70 del Billboard 200.
En 2010 la banda lanzó su tercer álbum A Star-Crossed Wasteland; en 2012 publicó su álbum Blood; en 2014 Black Widow, con un cambio de sonido; en 2017 publicaron "Ritual"; y en 2020 publicaron su álbum más reciente, Mother.
Al principio la banda abarcaba más al metalcore y heavy metal original con más sonidos guturales de su vocalista, Maria Brink. El sonido fue cambiando conforme al paso de los años y variando en cada álbum.

## Historia

### 2005-2007: formación yBeautiful Tragedy
En 2005, la cantante Maria Brink y el guitarrista Chris Howorth se conocieron por medio de algunos amigos. Después de descubrir que había mucho en común entre ellos, comenzaron a escribir canciones juntos. Poco tiempo después reclutaron al baterista de Los Ángeles Jeff Fabb y formaron la banda Dying Star. Descontentos con como se dirigían, la banda decidió dar un giro en su música y cambió su nombre a In This Moment. A mediados de 2005, se unen a la banda el guitarrista Blake Bunzel y el bajista Josh Newell. Grabaron algunas demos y las publicaron en su MySpace, donde dieron a conocer algunas canciones de su nuevo álbum, como "Ashes", "This Moment", "Prayers".
A finales del año, la banda había conseguido una sólida base de fanes a través de su MySpace. Esto despertó un interés por parte de los ejecutivos de Century Media Records, con lo que pudieron firmar un contrato discográfico. La banda lanzó su álbum debut Beautiful Tragedy el 20 de marzo de 2007, con el respaldo de los sencillos "Prayers" y "Beautiful Tragedy". El álbum fue producido por Eric Rachel y el sonido es una mezcla entre metalcore y hard rock. Las letras fueron escritas por Maria Brink y se basan en experiencias sobre el abandono y las tragedias.

### 2008:The Dream
La banda lanzó su segundo álbum titulado The Dream el 30 de septiembre de 2008, junto con el sencillo "Forever". El álbum marcó el debut de la banda en el Billboard 200, donde se posicionó en el número 70 durante la primera semana después de su lanzamiento. El álbum incluyó canciones menos pesadas, con una mayor atención a las voces limpias.
Para apoyar en lanzamiento, la banda salió de gira junto a Five Finger Death Punch, Mudvayne, Papa Roach y Filter. También se presentaron en el festival Give It a Name del Reino Unido, además de en el Warped Tour y en el Ozzfest Festival.
El segundo sencillo de "The Dream" es una versión de Blondie llamado "Call Me". La canción apareció en una edición especial del disco para que coincidiera con el Warped Tour, que incluirá temas inéditos y actuaciones acústicas.

### 2010:A Star-Crossed Wasteland
Antes de que In This Moment iniciara su primera gira en el otoño de 2009, María Brink y Chris Howorth anunciaron que la banda había empezado a escribir canciones para el próximo álbum, que se lanzaría en el verano de 2010. El productor de "The Dream", Kevin Churko, volvió a trabajar como productor, y la grabación comenzaría en febrero en Las Vegas.
Chris Howorth dijo que los fanes podrían esperar un álbum más oscuro y más pesado. Maria Brink reveló dos títulos de las canciones de las sesiones de escritura, "The World's on Fire" y "The Gunshow". Maria Brink declaró en una entrevista que el álbum se lanzaría el 13 de julio de 2010. El primer sencillo, "The Gun Show", se publicó en iTunes y se estrenó en su MySpace el 1 de junio de 2010 y un día después en su Facebook. Finalmente, el álbum A Star-Crossed Wasteland se lanzó el 13 de julio de 2010 y quedó en el número 40 del Billboard 200 con más de 10 000 copias vendidas durante la semana de su lanzamiento.

### 2012-2013:Blood
Tras un año sin ningún nuevo trabajo, la banda anunció en diciembre que empezaría nuevas grabaciones en enero. El 14 de agosto de 2012 lanzó su cuarto álbum de estudio Blood, producido por Kevin Churko. Este álbum marcó un importante cambio tanto en el sonido como en el género, la agrupación y el estilo, variando además del metalcore al rock electrónico y pasando incluso por el pop, dándole un estilo más moderno y comercial. Se puede apreciar un estilo gótico en sus letras, así como en la imagen que la banda empezó a usar a partir de este álbum. Debutó en el #15 del Billboard 200. Se editó un CD-DVD de la banda con contenido en vivo de los conciertos hechos en la gira europea de 2012/13 para promocionar ese álbum. Fue el primer DVD en vivo de la banda, titulado "Blood at the Orpheum" (lanzado a principios del 2014).

### 2014-2016:Black Widow
Black Widow es el quinto trabajo de estudio de la banda. Al igual que el anterior disco, contiene mezclas de electrónica, hip hop y pop, además del metalcore. Salió a la luz el 17 de noviembre del año ya nombrado, lanzado por Atlantic Records. Su primer sencillo, "Sick Like Me", fue estrenado el 20 de octubre vía YouTube y luego en iTunes junto a otros sencillos como "Big Bad Wolf" y "Sex Metal Barbie". Este álbum fue el primero en publicarse sin la etiqueta de Century Media Records, sello discográfico de la banda desde hace tiempo.
El 4 de mayo de 2015 salió el primer CD-DVD recopilatorio de la banda, llamado "Rise of the Blood Legion - Greatest Hits (Chapter 1)". La portada del álbum se reveló en línea el 21 de marzo de 2015; y el material de Black Widow no se incluyó en el álbum.
El baterista Tom Hane anunció su salida de la banda el 16 de marzo de 2016, citando el descontento creativo y artístico.

### 2017-presente:Ritual
El 6 de febrero de 2017, la banda anunció su gira de América del Norte titulada Half God, Half Devil. La gira de 19 días se inició el 7 de abril de 2017 con el apoyo de los actos de síndrome de Gemini, Avatar, y Motionless in White. La gira se reanudó durante un viaje de verano el 19 de junio de 2017 apoyado por Motionless in White, Vimic, Starset, and Little Miss Nasty y una carrera de otoño comenzará el 22 de septiembre de 2017 con Of Mice & Men y Avatar. La lista de canciones fue compilada de Blood y Black Widow mientras que también debuta tres canciones del próximo sexto álbum de la banda, Ritual, incluyendo el primer sencillo "Oh Lord", y una versión de Phil Collins "In the Air Tonight". El nuevo álbum fue lanzado el 21 de julio de 2017 y se dice que tiene un tono más serio. El guitarrista Chris Howorth ha descrito el sonido en el próximo álbum como "desnudado" y "crudo".

## Miembros
Miembros actuales
- Maria Brink: voz principal, piano (2005-presente)
- Chris Howorth: guitarra líder, coros (2005-presente)
- Randy Weitzel: guitarra rítmica, coros (2011-presente)
- Travis Johnson: bajo, coros (2010-presente)
- Kent Diimmel: batería, percusión (2016-presente)

Miembros anteriores
- Jesse Landry: bajo, coros (2005-2009)
- Josh Newell: bajo, coros (2005)
- Blake Bunzel: guitarra rítmica, coros (2005-2011)
- Jeff Fabb: batería, percusión (2005-2011)
- Tom Hane: batería, percusión (2011-2016)

Línea temporal

## Discografía
Álbumes de estudio
- 2005: In This Moment (Demo)
- 2007: Beautiful Tragedy
- 2008: The Dream
- 2010: A Star-Crossed Wasteland
- 2012: Blood
- 2014: Black Widow
- 2017: Ritual
- 2020: Mother
- 2023: Godmode

### Álbum en vivo
| Año  | Detalles del álbum   |
| ---- | -------------------- |
| 2014 | Blood at the Orpheum |

### Álbum recopilatorio
| Año  | Detalles del álbum                                   |
| ---- | ---------------------------------------------------- |
| 2015 | Rise Of The Blood Legion - Greatest Hits (Chapter 1) |

### Álbumes de estudio
| Año  | Detalles del álbum | Máxima posición en las listas | Máxima posición en las listas | Máxima posición en las listas | Máxima posición en las listas | Máxima posición en las listas | Máxima posición en las listas |
| Año  | Detalles del álbum | US                            | US Ind.                       | US Rock                       | US Hard Rock                  | US Alt.                       |                               |
| ---- | --- | ----------------------------- | ----------------------------- | ----------------------------- | ----------------------------- | ----------------------------- | ----------------------------- |
| 2007 | Beautiful Tragedy - Fecha de lanzamiento: 20 de marzo de 2007 - Discográfica: Century Media - Formatos: CD               | —                             | 35                            | —                             | —                             | —                             |                               |
| 2008 | The Dream - Fecha de lanzamiento: 30 de septiembre de 2008 - Discográfica: Century Media - Formatos: CD                  | 73                            | —                             | —                             | 12                            | —                             |                               |
| 2010 | A Star-Crossed Wasteland - Fecha de lanzamiento: 13 de julio de 2010 - Discográfica: Century Media - Formatos: CD        | 40                            | 1                             | 13                            | 4                             | 8                             |                               |
| 2012 | Blood - Fecha de lanzamiento: 14 de agosto de 2012 - Discográfica: Century Media - Formatos: CD                          |                               |                               |                               |                               |                               |                               |
| 2014 | Black Widow - Fecha de lanzamiento: 17 de noviembre de 2014 - Discográfica: Atlantic - Formatos: CD, descarga digital    | 8                             | 3                             | 6                             | 43                            | —                             |                               |
| 2017 | Ritual - Fecha de lanzamiento: 21 de julio de 2017 - Discográfica: Roadrunner, Atlantic - Formatos: CD, descarga digital | 23                            | 3                             | 6                             | 43                            | —                             |                               |

### Sencillos
| Año  | Sencillo            | Posicionamiento | Álbum                    |
| Año  | Sencillo            | US Main.        | Álbum                    |
| ---- | ------------------- | --------------- | ------------------------ |
| 2006 | "Prayers"           | —               | Beautiful Tragedy        |
| 2007 | "Beautiful Tragedy" | —               | Beautiful Tragedy        |
| 2008 | "Forever"           | 40              | The Dream                |
| 2009 | "Mechanical Love"   | —               | The Dream                |
| 2009 | "Call Me"           | —               | The Dream                |
| 2010 | "The Gun Show"      | —               | A Star-Crossed Wasteland |
| 2010 | "The Promise"       | —               | A Star-Crossed Wasteland |
| 2012 | "Whore"             | —               | Blood                    |
| 2012 | "Blood"             | —               | Blood                    |
| 2012 | "Adrenalize"        | —               | Blood                    |
| 2014 | "Sick Like Me"      | —               | Black Widow              |